# Rue de l'Orient (Toulouse)
Pour les articles homonymes, voir Rue de l'Orient.
La rue de l'Orient (en occitan : carrièra de l'Orient) est une voie de Toulouse, chef-lieu de la région Occitanie, dans le Midi de la France.

## Situation et accès

### Description
La rue de l'Orient est une voie publique. Elle se trouve dans le quartier de Matabiau, dans le secteur 1 - Centre.
Elle naît perpendiculairement à la rue de Bayard, face à la place Robert-Schuman, presque dans le prolongement de la rue Caffarelli. Orientée au nord-ouest et rectiligne, elle est longue de 206 mètres. Elle rencontre la rue Raymond-IV, puis se termine au carrefour de la rue Matabiau. Elle est prolongée, au-delà, par la rue Saint-Orens, qui aboutit à la rue Roquelaine.
La chaussée compte une seule voie de circulation automobile en sens unique, de la rue Matabiau vers la rue de Bayard. Elle appartient à une zone 30 et la vitesse y est limitée à 30 km/h. Il n'existe ni bande, ni piste cyclable, quoiqu'elle soit à double-sens cyclable.

### Voies rencontrées
La rue de l'Orient rencontre les voies suivantes, dans l'ordre des numéros croissants :
1. Rue de Bayard
2. Rue Raymond-IV
3. Impasse de l'Orient
4. Rue Matabiau

## Odonymie
Le nom de la rue est lié à la présence du temple maçonnique du Grand Orient de France (actuel no 5).
Lorsqu'elle est ouverte, en 1850, la rue prit d'abord le nom de Caffarelli, en hommage aux trois frères Caffarelli du Falga, Maximilien (1756-1799), général de la Révolution qui participa à la campagne d'Égypte et mourut à Saint-Jean-d'Acre ; Joseph (1760-1845), officier de marine, qui participa à la guerre d'indépendance des États-Unis puis aux guerres de la Révolution, et fut préfet maritime de Brest ; et François (1766-1849), également général de la Révolution et de l'Empire, aide de camp de Napoléon, pair de France entre 1831 et 1848. En 1855, ce nom fut étendu à la rue qui la prolongeait au sud et qui l'a depuis conservé.
C'est en 1866, à l'achèvement des bâtiments de la loge du Grand Orient, que la rue prit son nom actuel. Elle le perdit cependant en 1941, lorsque que la municipalité vichyste s'efforça d'effacer le souvenir des francs-maçons toulousains : on lui attribua alors le nom d'Edmond Rostand (1868-1918). Après la Libération, on rendit son nom à la rue de l'Orient, tandis que celui de l'écrivain a été donné à l'ancien chemin de la Barrière (actuelle rue Edmond-Rostand).

## Patrimoine et lieux d'intérêt

### Loge du Grand Orient
En 1864, les cinq loges maçonniques de la ville se regroupent afin de financer la construction d'un temple maçonnique. Les plans sont confiés à l'architecte André Denat et le temple est inauguré en 1868. Sous le régime de Vichy, les ornements sculptés sont en partie détruits. Il abrite toujours l'association des loges du Grand Orient de Toulouse (ALGOT), qui regroupe les loges du Droit Humain, de la Grande Loge féminine, de la Grande Loge mixte et de la Grande Loge traditionnelle et symbolique Opéra.
L'édifice se compose de plusieurs corps de bâtiment disposés en U autour d'une cour. Les deux ailes sont bâties en assises de brique rouge et de galets de Garonne. Elles se composent de deux travées aux fenêtres rectangulaires, celle de gauche étant également percé par une porte cochère. En fond de cour, le corps de bâtiment principal est bâti en brique claire. Le rez-de-chaussée est percé de cinq fenêtres en plein cintre. Les travées sont séparées par quatre colonnes cannelées à chapiteaux ioniques qui soutiennent un entablement surmonté d'une corniche moulurée à denticules. À l'étage, quatre de pilastres à chapiteaux corinthiens sont séparés par des tables où est peinte la devise de la République française. Au-dessus, une corniche à modillons supporte un groupe sculpté très abimé : il représentait deux femmes ailées et couchées, encadrant une urne surmontée de l'Œil de la Providence.

### Immeubles
- no  2 : immeuble (vers 1971)[8].
- no  3 : immeuble (vers 1962)[9].
- no  6 : immeuble (deuxième moitié du XIXe siècle)[10].
- no  21 : immeuble (deuxième moitié du XIXe siècle)[11].